# Ton Grande
Ton Grande, Tun Grande, Tonno Grande o Tonich Grande (in croato: Tun Veli) è una piccola isola disabitata della Croazia situata nel mare Adriatico a sud-est di Melada, tra Sestrugno e Sferinaz; fa parte dell'arcipelago zaratino. Amministrativamente appartiene al comune di Sale, nella regione zaratina.

## Geografia
Ton Grande è un'isola dalla forma allungata, misura circa 3,6 km di lunghezza, l'elevazione maggiore è di 122 m; ha una superficie di 2,21 km² e uno sviluppo costiero di 8,406 km. Il canale che separa Melada (a nord) da tutte le isole più a sud (Isola Lunga, Sferinaz, Ton e Sestrugno) si chiama passo di Settebocche (prolaz Maknare), mentre il tratto di mare che è compreso fra le suddette isole si chiama in croato Sedmovraće o Sedmoro Usta, e cioè "sette bocche", poiché tanti sono i passaggi fra le varie isole. Lo stretto a nord-ovest tra Ton Grande e Ton Piccolo, largo 380 m, con una profondità di 48 m, è detto Passaggio di Tun o di Tonno (Velo Žaplo) e permette il passaggio anche di grandi navi dirette a Zara. Il canale di Sestrugno (Sestrunjski kanal) largo 1,3 km circa, ad est, divide Ton Grande da Sestrugno ed il canale di Tun o di Tonno Grande (Tunski kanal) a sud-ovest, largo 1,1 km, la separa da Sferinaz.

### Isole adiacenti
- Ton Piccolo (Tun Mali), piccolo isolotto a nord-ovest.
- Scoglio dell'Orto[15], Vartlaz[8] (Vrtlac), chiamato anche Trimolo[4][5], piccolo scoglio con una superficie di 9339 m²[16], la costa lunga 399 m e l'altezza di 6 m[2]; si trova a nord-est a circa 1,45 km[2] e circa 1,6 km[2] a sud-est di punta Stoppagna[9][17] o Stopogn[4] (rt Stopanj), l'estremità orientale di Melada. È segnalato da un piccolo faro[18] 44°12′04″N 14°55′37″E.

### Cartografia
- (HR) Mappa topografica della Croazia 1:25000, su preglednik.arkod.hr. URL consultato l'8 aprile 2017.
- G. Giani, Carta prospettiva delle Comuni censuarie della Dalmazia, foglio 2, 1839. Fondo Miscellanea cartografica catastale, Archivio di Stato di Trieste.
- Carta di cabottaggio del mare Adriatico, foglio V, Milano, Istituto geografico militare, 1822-1824. URL consultato il 17 febbraio 2017 (archiviato dall'url originale il 23 agosto 2021).